# Champ magnétique tournant

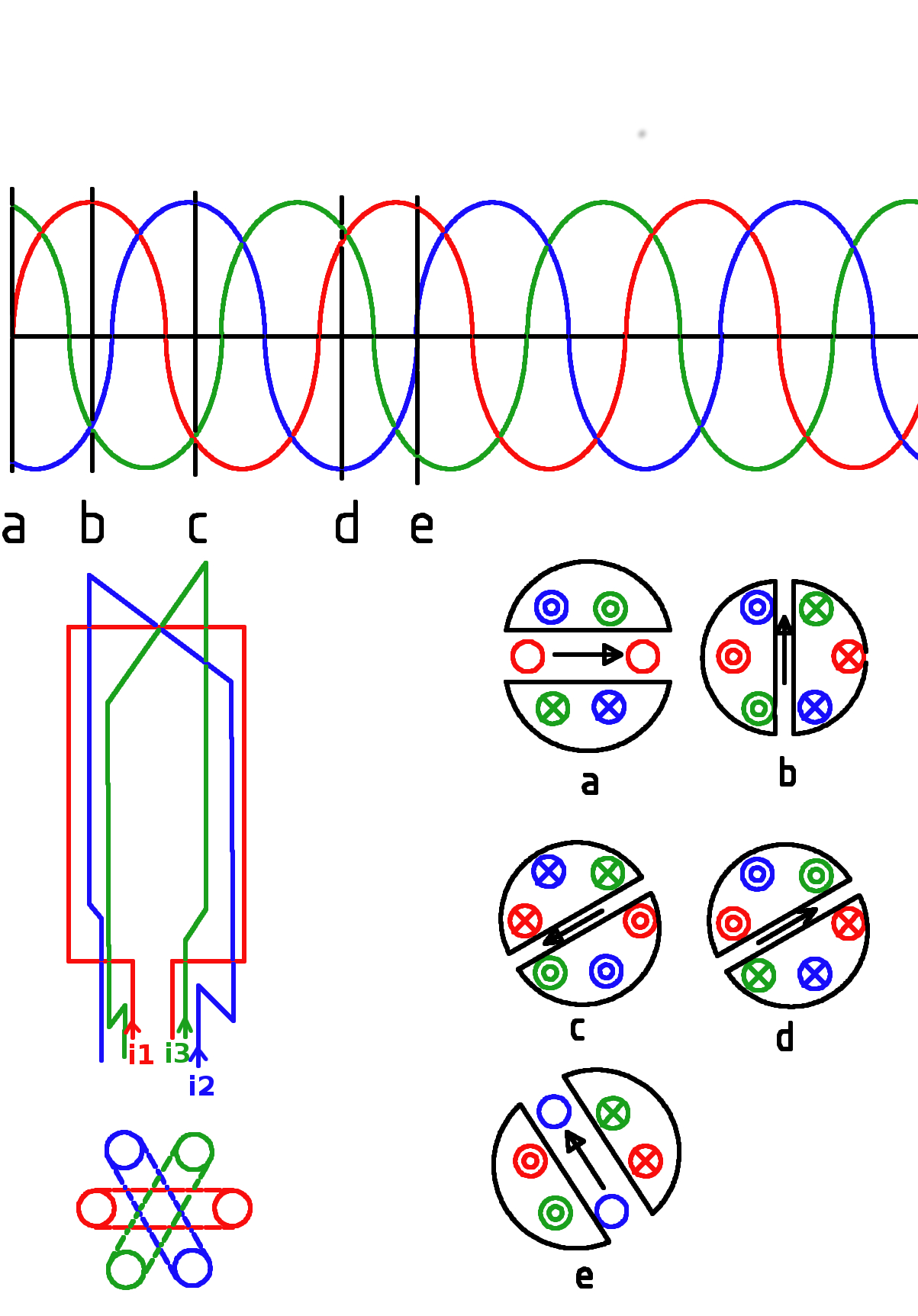
diagramme du champ magnétique

Un champ magnétique tournant (en anglais rotating magnetic field, abrégé parfois RMF et parfois appelé en français simplement champ tournant) est le champ magnétique résultant produit par un système de bobines placées symétriquement et alimentées par des courants polyphasés. Un champ magnétique tournant peut être produit par un courant polyphasé (deux phases ou plus) ou par un courant monophasé à condition que, dans ce dernier cas, deux enroulements de champ soient conçus et alimentés de telle sorte que les deux champs magnétiques résultants ainsi générés soient déphasés
Les champs magnétiques tournants sont souvent utilisés pour des applications électromécaniques, telles que les machines électriques synchrones et asynchrones.